# Monofosforyl lipid A
Indukce imunitních odpovědí in vivo se obvykle provádí s antigeny podávanými ve vnějších adjuvans, jako je kompletní Freundovo adjuvans, alum, LPS a monofosforyl lipid A (MPL). Mechanismus, kterým adjuvans iniciují imunitní odpověď není dosud zcela pochopitelný. Úlohou adjuvancií by mohlo být poskytnutí signálu „nebezpečí“, což je nezbytné k přepnutí imunitního systému. Infekce Gramnegativními bakteriemi lze detekovat s vysokou citlivostí přítomností LPS ve vnější membráně. Není tedy překvapující, že LPS je silným adjuvanciem.

## MPL
MPL je modifikovaná forma lipidu A, biologicky účinná složka endotoxinu Gram-negativního bakteriálního lipopolysacharidu (LPS) a agonista Toll-like receptoru 4 s potenciální imunostimulační aktivitou. MPL stimuluje buněčnou i humorální odezvu na antigen vakcíny a byl použit v různých klinických studiích. Ve srovnání s LPS vykazuje MPL podobnou imunostimulační aktivitu se sníženou toxicitou.
V přítomnosti MPL vyzrávají dendritické buňky (DCs) od humánních dárců, což způsobuje up-regulaci lidského leukocytárního antigenu DR, CD80, CD86, CD40 a aktivačního markeru CD83 in vitro. Rovněž bylo prokázáno, že léčba MPL vede k produkci cytokinů Th1 a Th2 a zvyšuje produkci antigen-specifických CD8 + cytotoxických T lymfocytů (CTL). I při tomto imunostimulačním efektu byly v klinických studiích zaznamenány nízké hladiny vedlejších účinků. Silný bezpečnostní profil a imunostimulační vlastnosti adjuvans MPL byly rozhodujícími požadavky, které vedly k evropskému schválení vakcíny Fendrix® a GlaxoSmithKline Biological - nové vakcíny proti hepatitidě typu B, obsahující MPL.

## MPL a léčba rakoviny
Vzhledem k tomu, že technologický pokrok umožňuje identifikaci antigenů asociovaných s nádory (TAA), proti kterým lze zvýšit adaptivní imunitní odpověď, zesiluje úsilí o vývoj vakcín pro léčbu rakoviny.
Mnoho adjuvans, které jsou v současnosti hodnoceny pro použití ve vakcínách proti rakovině, aktivuje příslušné buňky prezentující antigen, jako jsou dendritické buňky a makrofágy.Prostřednictvím receptorů Toll-like (TLRs) podporuje účinný příjem, zpracování a prezentaci antigenu T-buňkám v lymfatických uzlinách.
Přestože několik druhů lipidů A, včetně LPS a syntetických analogů, bylo vyvinuto a testováno pro léčbu rakoviny, pouze 3-O-desakyl-4'-monofosforyl lipid A (MPL) byl hodnocen jako očkovací adjuvans pro rakovinu v publikovaných klinických studiích u lidí. LPS a MPL indukují podobné cytokinové profily, avšak MPL je alespoň stokrát méně toxické. MPL bylo podáno více než 300 000 lidským subjektům ve studiích vakcín nové generace.
MPL bylo také použito v novém adjuvantním systému s vakcínou SA-4-1BBL pro jeho lepší účinnost. Kombinované účinky MPL a  SA-4-1BBL vedly k eradikaci nádorů v různých preklinických modelech bez detekovatelné toxicity. Nejdůležitější je, že terapeutická účinnost kombinovaných pomocných látek byla spojena s významnou infiltrací CD8 + T buněk do nádoru a výraznou redukcí regulačních T buněk CD4 + CD25 + FoxP3 + s příznivým poměrem T-efektorů k regulačním T-buňkám.

## Závěr
Díky lepšímu porozumění složitosti imunitního systému a klinickým studiím se bude stále urychlovat vývoj nových imunitních strategií pro vakcinační systémy a jejich využití pro léčbu rakoviny. Úspěšné strategie však budou vyžadovat pečlivou konstrukci adjuvantních systémů tak, aby generovaly požadovanou imunitní odpověď pro terapeutickou účinnost a přitom byly bez významné toxicity.